# Mohammad Khatami
Seyed Mohammad Khātamī (tiếng Ba Tư: سید محمد خاتمی, phát âm: [sejjed-mohæmmæd-e xɒːtæmiː]) (sinh 14 tháng 10 năm 1943 tại Ardakan, tỉnh Yazd) là một học giả và chính trị gia người Iran. Ông giữ chức tổng thống thứ 5 của Iran từ 2 tháng 8 năm 1997 tới 3 tháng 8 năm 2005. Ông cũng từng giữ chức Bộ trưởng bộ Văn hóa của Iran trong cả hai thập niên 1980 và 1990.
Khatami giành được sự quan tâm của cộng đồng quốc tế trong cuộc bầu cử nhiệm kỳ tổng thống đầu tiên khi ông giành được 70% số phiếu bầu . Khatami đã đặt những bước đệm cho sự tự do hóa và cải cách tại Iran. Trong hai nhiệm kỳ làm tổng thống, ông có xu hướng ủng hộ cho sự tự do ngôn luận và một xã hội dân sự, xây dựng những quan hệ ngoại giao theo hướng tích cực với các quốc gia khác, bao gồm những quốc gia thuộc Liên minh châu Âu và châu Á, một chính sách kinh tế ủng hộ thị trường tự do và đầu tư nước ngoài.
Khatami được biết đến với đề nghị về Sự đối thoại giữa các nền văn minh. Liên hiệp quốc đã tuyên bố năm 2001 là Năm đối thoại giữa các nền văn minh của Liên hiệp quốc theo gợi ý của Khatami.
Ngày 8 tháng 2 năm 2009, Khatami thông báo ông sẽ tranh cử trong cuộc bầu cử tổng thống năm 2009 của Iran nhưng sau đó đã rút lui khỏi cuộc đua sau lời đề nghị của người bạn và cố vấn lâu năm, cựu thủ tướng của Iran, Mir-Hossein Mousavi.